# Pomoćnik u nastavi
Pomoćnik u nastavi je osoba koja pruža pomoć djeci i učenicima s posebnim potrebama ili teškoćama u razvoju u osnovnoj ili srednjoj školi.

## Uloga pomoćnika u nastavi
Pomoćnik u nastavi je osoba koja pruža pomoć prema individualnim potrebama djeteta ili učenika s posebnim potrebama ili teškoćama u razvoju.  
Pomoćnik u nastavi pružit će pomoć u mjeri u kojoj je to djetetu ili učeniku potrebno, a ovisno o sposobnostima učenika. Pri pružanju pomoći mora se voditi briga o budućnosti djeteta i zbog toga se potiče osamostaljivanje u okviru mogućnosti djeteta ili učenika s posebnim potrebama. 
Pomoćnik u nastavi pruža tehničku pomoć, roditelj ukazuje na posebnosti, a stručni tim škole određuje nivo i količinu podrške koju pomoćnik u nastavi pruža pojedinom djetetu ili učeniku.
Posao pomoćnika u nastavi u školi nije biti stručnjak edukacijsko rehabilitacijskog profila, radni terapeut, njegovatelj, učitelj ili sl.

## Zaduženje pomoćnika u nastavi
Odgojno-obrazovna ustanova (osnovna škola ili srednja škola) u kojoj pomoćnik u nastavi pruža pomoć djetetu ili učeniku s posebnim potrebama ili teškoćama u razvoju ima posebno izrađeno zaduženje ili plan rada sukladan individualnim potrebama djeteta i učenika. Zaduženja ili plan rada odnose se na svakodnevno i povremeno pružanje podrške.  
Primjer zaduženja pomoćnika u nastavi za dijete ili učenika s motoričkim teškoćama: 

### Svakodnevno
- dolazi 10 minuta prije učenika u školu
- dijete ili učenika dočekuje vani, prihvaća ga od roditelja ili organiziranog prijevoza
- uvodi u školu, vodi dijete ili učenika koji hoda uz pomoć, ili vozi u kolicima učenika koji se ne može samostalno kretati
- priprema učenika za ulazak u učionicu (pomoć pri skidanju jakne i sl.)
- pomaže pri toaleti - specifičnosti objašnjava roditelj
- u učionici učenika smješta na mjesto, priprema knjige, pribor
- u dogovoru s učenikom, ili s učiteljem, stručnim suradnikom, zapisuje potrebno gradivo, prepisuje s ploče - važno je upisati ključne riječi, nove pojmove ili postupke u matematici - rukopisom čitkim za učenika, gramatički i pravopisno točno
- pomaže učeniku u rukovanju priborom za geometriju ili crta umjesto učenika, također i u likovnom priprema učeniku sav pribor, pridržava ruku učenika
- potiče učenika, usmjerava ga na nastavi - pridržava udžbenik, fiksira radne listiće ili bilježnice na podlogu
- pomaže pri izvedbi praktičnih radova prema naputku učitelja i na zamolbu učenika
- na satu TZK sudjeluje s učenikom u aktivnostima koje učenik može obavljati
- za vrijeme odmora donosi užinu, odvodi učenika do toaleta ako je potrebno, premješta učenika u drugu prostoriju
- na kraju nastave prati učenika do prostorije za objed, ili do rehabilitatora, dok će neke učenike pomoćnik u nastavi pratiti do prijevoza ili roditelja koji ga vode ili voze kući.

### Povremeno
Očekuje se od pomoćnika u nastavi praćenje učenika na izvan-učioničku ili terensku nastavu (pomoć u kretanju i obavljanju praktičnih radova i sl.).

## Cilj uvođenja pomoćnika u nastavi
Uvođenjem pomoćnika u nastavi želi se olakšati integraciju učenika s posebnim potrebama ili teškoćama u razvoju i povećati njihovu mogućnost upisa u redovne škole. Unapređuje se kvaliteta školovanja djece s i bez teškoća u razvoju u redovnim osnovnim školama, i uz druge preduvjete, inkluzivnu edukaciju.
Dugoročni cilj je postojanje radnog mjesta pomoćnika u nastavi za učenike s posebnim edukacijskim potrebama ili teškoćama u razvoju u okviru sistema inkluzivne edukacije. 
Inkluzivno školovanje ili inkluzivna edukacija omogućit će obrazovanje velikog broja djece u svom prirodnom socijalnom okruženju, što će doprinijeti da se što manji broj djece zbog obrazovanja izdvaja iz obitelji.

## Utjecaj inkluzivnog školovanja
'Inkluzivno školovanje ili inkluzivna edukacija podrazumijeva potpunu uključenost djece s posebnim potrebama ili teškoćama u razvoju u redovne škole.'

## Uključivanjem djece s posebnim potrebama ili teškoćama u razvoju u redovne škole postiže se:
- socijalizacija djece s teškoćama u razvoju
- integracija djece s teškoćama u razvoju
- bolji stav učitelja ili nastavnika prema integraciji djece s posebnim potrebama ili teškoćama u razvoju
- odrastanje djece s posebnim potrebama ili teškoćama u razvoju u prirodnoj okolini
- prihvaćanje različitosti
- razvoj tolerancije
- hrabrost u traženju i primanju pomoći od drugih
- razvoj kompletne ličnosti
- jačanje osobnosti djece s posebnim potrebama ili teškoćama u razvoju
- jačanje odnosa JA MOGU…

Pomoćnik u nastavi je jedan od preduvjeta kvalitetne inkluzivne edukacije.

## Uloga pomoćnika u nastavi
Uloga pomoćnika u nastavi je pružati tehničku pomoć djetetu s posebnim edukacijskim potrebama, nastavniku i čitavom razredu, ovisno o potrebama u danom trenutku. Boravak djeteta u školi tako je manje stresan za dijete, nastavnika i čitav razred.

## Zaposlenje pomoćnika u nastavi
Osoba koja obavlja posao pomoćnika u nastavi mora imati završenu srednju školu, sklonost ka obavljanju ovog specifičnog posla i dodatnu edukaciju.
Posao pomoćnika u nastavi određuje stručni tim škole uz pomoć vanjskih suradnika, ovisno o potrebama učenika s posebnim potrebama. U nekim slučajevima je to pomoć u pisanju, čitanju, vježbanju, objašnjavanju, pomoć pri spremanju torbe, mobilnosti i sl.
Pomoćnik u nastavi je jedan od preduvjeta kvalitetne inkluzivne edukacije.

## Dosadašnja iskustva u radu pomoćnika u nastavi u Gradu Zagrebu
Nizom istraživanja i praktičnih iskustava spoznalo se da učenici s posebnim potrebama ili teškoćama u razvoju u redovnoj školskoj sredini više napreduju, kako u spektru svojih teškoća, tako i razvijajući niz vještina koje ih osposobljavaju za samostalan život. Stoga Gradski ured za obrazovanje, kulturu i šport od 2007. godine financira pomoćnike u nastavi i osobne pomoćnike u osnovnim školama Grada Zagreba.
Sukladno postojećim propisima, Gradski ured za obrazovanje, kulturu i šport financira uključivanje pomoćnika u nastavi i osobnih pomoćnika kada su zadovoljeni sljedeći kriteriji i uvjeti:
1. kod učenika koji svladavaju nastavni plan i program škole koju pohađaju, ali imaju teškoće u razvoju ili zdravstvene teškoće koje ih sprečavaju da funkcioniraju bez potpore pomoćnika:
  1. imaju značajna motorička oštećenja zbog kojih nisu u mogućnosti obavljati osnovne životne radnje
  2. imaju teškoće u komunikaciji i socijalnim interakcijama povezane s poremećajima iz autističnog spektra
  3. imaju senzoričke teškoće povezane s oštećenjem vida ili oštećenjem sluha zbog kojih nisu u mogućnosti samostalno sudjelovati u odgojno-obrazovnim aktivnostima
  4. njihova ih ponašanja značajno ometaju u funkcioniranju i ugrožavaju njihovu fizičku sigurnost i fizičku sigurnost drugih učenika. Učenik mora biti uključen u neki od oblika psihosocijalnih tretmana izvan škole
  5. imaju kombinirane teškoće koje čine više lakših oblika prethodno navedenih teškoća
2. učenici imaju rješenje o primjerenom obliku školovanja
3. mišljenje Povjerenstva za utvrđivanje psihofizičkog stanja djeteta o potrebi uključivanja pomoćnika u nastavi/osobnog pomoćnika
4. prednost imaju učenici nižih razreda
5. prednost imaju redovne osnovne škole, ali se pomoćnik uključuje i kod učenika u posebnim razrednim odjelima, posebnim odgojno-obrazovnim ustanovama kada je to neophodno
6. u školi mora biti određen koordinator pomoćnika iz reda stručnih suradnika škole
7. suglasnost roditelja učenika i škole
8. suglasnost Ministarstva znanosti, obrazovanja i športa.

Gradski ured za obrazovanje, kulturu i šport razmatra mogućnost financiranja ili upućivanja prijedloga za dobivanje suglasnosti prema Ministarstvu znanosti, obrazovanja i športa za uključivanje pomoćnika u nastavi ili osobnih pomoćnika, kako u slučajevima kada financira, tako i kada postoji neka druga pravna osoba koja financira pomoćnika, potrebno je da škola dostavi sljedeću dokumentaciju:
- opis funkcioniranja učenika za kojeg se traži pomoćnik u školskim prostorima uz naglasak na ponašanja te aktivnosti u kojima je vidljiva potreba za pomoćnikom i aktivnosti koje je škola poduzela radi integracije učenika s teškoćama u razvoju s obzirom na njegove teškoće (uloga razrednika, stručnog suradnika i dr. djelatnika škole u integraciji učenika) iz kojih je razvidno da učenik ne može funkcionirati bez pomoćnika
- za učenike 1. razreda – mišljenje predškolske ustanove (ako je učenik pohađao dječji vrtić) koje će sadržavati opis funkcioniranja učenika
- razred i broj učenika u razredu
- mišljenje Povjerenstva za utvrđivanje psihofizičkog stanja djeteta o potrebi uključivanja pomoćnika u nastavi/osobnog pomoćnika
- Rješenje o primjerenom obliku školovanja
- medicinsku dokumentaciju učenika, ne stariju od godinu dana, uz prethodnu suglasnost roditelja da se ona dostavi u Gradski ured za obrazovanje, kulturu i šport (dostaviti samo osnovnu medicinsku dokumentaciju);
- nalaz o uključenosti učenika u psihosocijalni tretman izvan škole (samo za učenike čije ponašanje ugrožava njegovu fizičku sigurnost i fizičku sigurnost drugih učenika)
- ime i prezime koordinatora u školi
- broj pomoćnika koje je potrebno angažirati i na koje razdoblje
- prijedlog tjednog zaduženja pomoćnika i program rada pomoćnika
- prijedlog načina zapošljavanja pomoćnika (ugovor o radu, ugovor o djelu, ugovor o djelu redovitog studenta i sl.)
- izvor financiranja pomoćnika (Gradski ured za obrazovanje, kulturu i šport, škola, udruge i sl.).

Škole same angažiraju pomoćnike, odnosno nalaze adekvatne osobe, a koordinatori u suradnji s učiteljima pripremaju te superviziraju njihov rad.
Prilikom uključivanja pomoćnika škole su dužne voditi brigu i o osamostaljivanju učenika, odnosno pomoći tako da se učenici s teškoćama u razvoju nauče živjeti što samostalnije sa svojom teškoćom i da se ne razvija ovisnost o drugoj osobi. Stoga se, kada je to moguće, uključuje jedan pomoćnik na dvoje ili više učenika jer je cilj pružiti učenicima samo onu pomoć koja im je potrebna. 
Pomoćnici nisu zamjena za druge oblike pomoći: rehabilitacijske postupke, dopunsku nastavu i sl.
Edukaciju pomoćnika i koordinatora organizira Agencija za odgoj i obrazovanje u suradnji s Gradskim uredom za obrazovanje, kulturu i šport.
U školskoj godini 2011./2012. Gradski ured financira 188 pomoćnika za 246 učenika u 85 redovnih osnovnih škola i u jednoj posebnoj osnovnoj školi. Od toga 74 osobe se nalaze na stručnom osposobljavanju za rad bez zasnivanja radnog odnosa.

## Dosadašnja iskustva u radu pomoćnika u nastavi u drugim državama

### Pomoćnici u nastavi u Republici Srbiji
Pomoćnici u nastavi u Republici Srbiji sastavni su dio provedbe Inkluzivnog obrazovanja s ciljem pružanja adekvatne podrške učenicima s teškoćama. U cilju provedbe inkluzivnog obrazovanja donesene su zakonske odluke. 
Pomoćnik u nastavi pruža pomoć i podršku djetetu sa:
- obrazovnim teškoćama
- zdravstvenim teškoćama
- socijalnim teškoćama.

### Pomoćnici u nastavi u Bosni i Hercegovini
Pomoćnika u nastavi u dokumentima Bosne i Hercegovine možemo pronaći pod nazivom asistent u nastavi.
Pomoćnici u nastavi u Bosni i Hercegovini sastavni su dio provedbe Inkluzivnog obrazovanja s ciljem pružanja adekvatne podrške učenicima s teškoćama. 
Pomoćnik u nastavi je: Asistent ili asistentica u nastavi je osoba koja pruža podršku i pomoć u realizaciji nastavnog i vannastavnog procesa u odgojno-obrazovnoj ustanovi, pritom surađujući s nastavnicima i odgajateljima, svim učenicima i djecom (djecom s posebnim potrebama), roditeljima, edukatorima-rehabilitatorima, pedagoškom službom i menadžmentom odgojno-obrazovne ustanove. 
Razlog za uključivanje asistenata u nastavu može biti: 
1. učiniti provedbu inkluzivnog obrazovanja kvalitetnijom i realnijom u obrazovnom sustavu
2. doprinijeti ostvarivanju prava djece na kvalitetno obrazovanje
3. omogućiti podršku i pomoć u radu djeci s posebnim potrebama
4. stvoriti stimulirajuće i podržavajuće okruženje u školi za svu djecu
5. omogućiti podršku i pomoć nastavnicima koji rade u inkluzivnim odjeljenjima
6. omogućiti podršku i pomoć nastavnicima koji rade u inkluzivnim odjeljenjima pri organizaciji i realizaciji izvannastavnih aktivnosti
7. pomoć i podrška u realizaciji IPP-a
8. Zakon i pedagoški standardi predviđaju njihovo uključivanje
9. podići kvalitetu nastave u prekobrojnim odjeljenjima
10. kvalitetnija primjena individualizacije u radu.

## Vanjske poveznice
- Inclusion (disability rights)
- Inklusion (Soziologie)
- Inkluze (sociologie)
- Ministarstvo znanosti, obrazovanja i športa
- Državni pedagoški standard osnovnoškolskog sustava odgoja i obrazovanja (Narodne novine 63/08. i 90/10.) [neaktivna poveznica]
- Gradski ured za obrazovanje, kulturu i šport
- Nacionalnog plana za poticanje zapošljavanja Vlade Republike Hrvatske   Arhivirana inačica izvorne stranice od 16. prosinca 2011. (Wayback Machine)
- Agencija za odgoj i obrazovanje
- Centar za rehabilitaciju ERF
- Pomoćnik u nastavi
- Pravilnik o dodatnoj obrazovnoj, zdravstvenoj i socijalnoj podršci detetu i učeniku, izdan u „Službenom glasniku Republike Srbije“, br. 63/10
- Okvirni zakon o osnovnom i srednjem obrazovanju u Bosni i Hercegovini (OZ OSO), Sarajevo, 2003. [neaktivna poveznica]
- Udruga za promicanje inkluzije
- Udruga PUŽ
- Centar za inkluzivne potpore „IDEM“
- Udruga pomoćnika u nastavi PUN-HR